# Upplands runinskrifter 466
Upplands runinskrifter 466 är en vikingatida runsten av gråsten i Tibble, Vassunda socken och Knivsta kommun. Ristningen är en nonsensinskrift. Stenens höjd är 1,8 meter och den största bredden 1,75 meter.

## Inskriften
Translitterering av runraden:
+ tsfirnstblk hniastbmlʀ a : rihaʀ : --- : riha--- : --(k)itiht · in(ʀ)slbmui :+ ¶ ui(s)tʀi : -isit--ti +
Normalisering till runsvenska:
... hniastbmlʀ ... ... ... ... ... ... ... ...